# Fotuhaʻa
Fotuhaʻa est une île des Tonga, dans le groupe des îles Ha'apai, district de Lifuka. 
En 2006, sa population était de 132 habitants. Sa superficie est de 1,14 km2.